# 의천도룡기 (2000년 드라마)
《의천도룡기》(倚天屠龍記, 영어: The Heaven Sword & the Dragon Sabre)는 김용의 의천도룡기를 원작으로 한 드라마이다. 이 시리즈는 2001년 4월 9일부터 2001년 5월 26일까지 홍콩 TVB에서 방송되었다.

## 출연진
- 오계화(吳啓華) - 장무기(張無忌) 역
- 려자(黎姿) - 조민(趙敏) 역
- 사시만(佘詩曼)- 주지약(周芷若) 역
- 강희문(江希文) - 소소(小昭) 역
- 진소하(陳少霞) - 은리(殷離) 역
- 유송인(劉松仁) - 장취산(張翠山) 역
- 미설(米雪) - 은소소(殷素素) 역
- 장조휘(張兆輝) - 양소(楊逍) 역
- 혜영홍(惠英紅) - 멸절사태(滅絶師太) 역
- 등려명(滕麗名) - 양불회(楊不悔) 역
- 곡봉(谷峰) - 은천정(殷天正) 역
- 낙응균(駱應鈞) - 사손(謝遜) 역
- 유가휘(劉家輝) - 성곤(成昆) 역
- 류단(劉丹) - 여양왕(汝陽王) 역